# Beate Albrecht
Beate Albrecht (* 23. Mai 1921 in Gotha; † 2017 in Dresden) war eine deutsche Musikerin und Musikpädagogin.

## Leben
Ihren ersten praktischen Klavier-Unterricht erhielt Beate Albrecht von Kurt Johnen in Berlin, ihren Theorie-Unterricht nach seiner „Allgemeinen Musiklehre“. Sie absolvierte ein Studium am Konservatorium Dresden mit dem Schwerpunkt Violine, Klavier, Blockflöte – Begegnung mit der Tonika-Do Lehre. Es folgten ein Lehrauftrag am Pädagogischen Institut und Kindergarten-Seminar in Dresden und ein Geigenstudium bei Walter Hansmann (1875–1963) in Erfurt. Anschließend wurde sie Privatmusikerzieherin in Gotha und widmete sich der Konzerttätigkeit. Nach ihrer Heirat und ihrem Umzug nach Sandershausen wurde sie dort als Musiklehrerin und Privatmusikerzieherin für Geige, Blockflöte und Klavier tätig.

## Musikpädagogik
Beate Albrecht entwickelte ein Konzept der relativen Solmisation: Noten legen statt Noten schreiben. Die graphische Darstellung der Noten macht die Struktur und die Gesetzmäßigkeit von Tonsystemen begreiflich und fördert den Lernprozess. Die Silben der relativen Solmisation führen den Schüler zum bewussten Erfassen der Tonbeziehungen und Intervallspannungen, zum Erfahren und Erleben des Stufencharakters der Töne. Ihre methodischen Erfahrungen, die sie im Musikunterricht mit der relativen Solmisation machte, zeichnete sie auf und entwickelte aus ihren Erkenntnissen Lehrmittel und Begleitmaterialien für den Musikunterricht. Die relative Solmisation ist mittlerweile eine bewährte Methode, um Kindern den Übergang vom intuitiven zum rationalen Verstehen von Musik  – insbesondere der Notenschrift – zu erleichtern.

## Schriften
- Töne, Lagen, Griffbrett. Verlag Merseburger, Kassel 1985
- Singen mit der Silbenfibel. Verlag Merseburger, Kassel 1987
- Silbenfibel für Violine. Verlag Merseburger, Kassel 1987
- Noten legen – mehr als ein Spiel. Verlag Merseburger, Kassel 1990
- Durch Greifen – begreifen. Do, re, mi auf Tasteninstrumenten. Verlag Merseburger, Kassel 1995
- Ohne Mühe die Noten erleben. Verlag Merseburger, Kassel 2001